# Grantsville (Maryland)
Grantsville és una població dels Estats Units a l'estat de Maryland. Segons el cens del 2000 tenia 619 habitants.

## Demografia
Segons el cens del 2000, Grantsville tenia 619 habitants, 278 habitatges, i 177 famílies. La densitat de població era de 336,6 habitants/km².
Dels 278 habitatges en un 30,6% hi vivien nens de menys de 18 anys, en un 43,5% hi vivien parelles casades, en un 14,7% dones solteres, i en un 36% no eren unitats familiars. En el 33,1% dels habitatges hi vivien persones soles el 12,2% de les quals corresponia a persones de 65 anys o més que vivien soles. El nombre mitjà de persones vivint en cada habitatge era de 2,22 i el nombre mitjà de persones que vivien en cada família era de 2,74.
Per edats la població es repartia de la següent manera: un 24,4% tenia menys de 18 anys, un 8,2% entre 18 i 24, un 28,9% entre 25 i 44, un 24,1% de 45 a 60 i un 14,4% 65 anys o més.
L'edat mediana era de 37 anys. Per cada 100 dones de 18 o més anys hi havia 85 homes.
La renda mediana per habitatge era de 27.778 $ i la renda mediana per família de 35.000 $. Els homes tenien una renda mediana de 29.167 $ mentre que les dones 21.250 $. La renda per capita de la població era de 15.625 $. Entorn del 22,2% de les famílies i el 23,8% de la població estaven per davall del llindar de pobresa.

## Poblacions més properes
El següent diagrama mostra les poblacions més properes.